# Missaukee County
Missaukee County je okres ve státě Michigan v USA. K roku 2000 zde žilo 14 478 obyvatel. Správním městem okresu je Lake City. Celková rozloha okresu činí 1 486 km².

## Sousední okresy
| Růžice kompasu | Grand Traverse County | Kalkaska County  | Crawford County  | Růžice kompasu |
| Růžice kompasu | Wexford County        | Sever            | Roscommon County | Růžice kompasu |
| Růžice kompasu | Wexford County        | Missaukee County | Roscommon County | Růžice kompasu |
| Růžice kompasu | Wexford County        | Jih              | Roscommon County | Růžice kompasu |
| Růžice kompasu | Osceola County        |                  | Clare County     | Růžice kompasu |